# إيفان زابو
إيفان زابو (بالمجرية: Szabó Iván) (و. 1913 – 1998 م) هو نحات مجري، ولد في بودابست، توفي في بودابست، عن عمر يناهز 85 عاماً.

## التعليم
تعلم في الجامعة المجرية للفنون الجميلة (1934–1939)، وتعلم في Corvinus University of Budapest ‏ (1933–1934)
.

## جوائز
حصل على جوائز منها:
- نيشان الفنون والآداب من رتبة قائد (17 يناير 2013)[3]
- جائزة المنافسة العامة  [لغات أخرى]‏ (1946)